# Franz Georg Dominik von Waldstätten

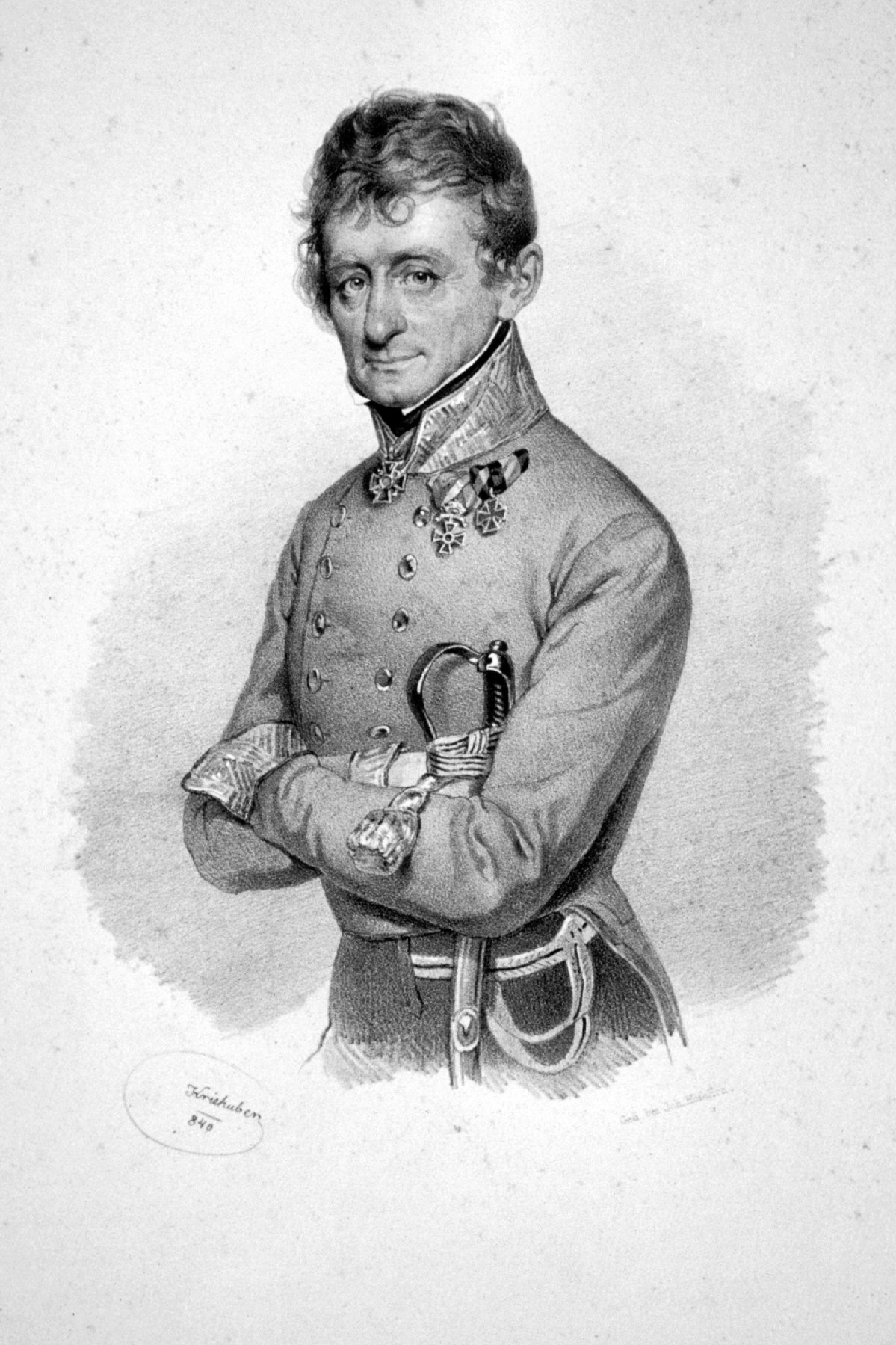
Franz Georg Dominik von Waldstätten, Lithographie von Josef Kriehuber, 1840

Franz Georg Dominik Freiherr von Waldstätten (* 25. September 1775 in Wien; † 24. November 1843 in Karlovac, deutsch Karlstadt) war ein k. k. Offizier, 2. Inhaber des Tiroler Jägerregiments, zuletzt Feldmarschallleutnant und Divisionär aus der Familie von Waldstätten.

## Biographie
Der Sohn des Landrates Johann Baptist (1745–1785) begann seine Laufbahn nach Abschluss eines Jurastudiums 1797 als Fähnrich beim Infanterieregiment Nr. 27 Strassoldo. Dort war er nur kurz und kam bald als Leutnant zum Grenz-Infanterieregiment Liccaner. In der Folge kam er zum Generalquartiermeisterstab (GQMStb) und wurde Anfang 1813 Major. Als solcher wurde er weiterhin beim Generalstab verwendet, stand aber formell im Stand des Infanterieregiments Nr. 39. Bei der Völkerschlacht bei Leipzig war er dem Generalstab zugeteilt und wurde als stellvertretender Generalstabschef des 3. Korps (Gyulai) verwendet. In der Folge wurde er Generalstabschef des Korps. Wegen seiner Leistungen bei der Schlacht von Brienne am 1. Feb. 1814 wurde er am 18. Feb. 1814 zum Oberstleutnant ernannt, im Stand des Infanterieregiments Nr. 39, dann des Infanterieregiments Kaunitz Nr. 20 und in weiterer Folge mit 16. Februar 1815 beim Infanterieregiment Erzherzog Carl Nr. 3 eingeteilt. Mit 3. Juni 1820 wurde ihm das Kommando des Grenadier-Bataillons Möse (nun Waldstätten) übertragen, das aus den Grenadier-Divisionen der Infanterieregimenter Nr. 3, 4 und 8 bestand. Am 18. Januar 1821 mit Rang vom 19. Februar 1821 wurde er zum Obersten und Kommandanten des Infanterieregiments Nr. 3 befördert. Am 25. November 1830 rückte er zum Generalmajor auf. Der Freiherr wurde 1819 mit dem russischen St.-Annen-Orden 2. Klasse dekoriert und besaß ebenfalls das Ritterkreuz des Österreichischen Leopold-Ordens (1836).
Das überhandnehmende Räuberunwesen hatte die benachbarten kroatischen Landstriche beunruhigt.
Deshalb führte er mit insgesamt 16 Kompanien der Likaner- und Ottochanerregimentern unterstützt von einer Raketen-Batterie zuerst eine Strafexpedition gegen den Ort Vakup (Gefecht bei Vakup am 19. Mai 1835) durch.
Mit kaiserlicher Entschließung vom 29. Februar 1836 kam er als Brigadier nach Karlstadt (Karlovac). Zugleich wurde ihm das Kordon-Oberkommando übertragen. Im Sommer 1836 führte der Generalmajor mit vier Regimentern eine weitere Strafexpedition nach Bosnien durch (Gefecht bei Izachich am 2. Juli 1836).
Am 30. Juni 1837 wurde er zum 2. Inhaber des Tiroler Jägerregiments Kaiser Ferdinand I. ernannt, per 7. Mai 1838 zum Feldmarschallleutnant und Divisionär in Karlstadt, blieb jedoch weiterhin Kordons-Oberkommandant, und starb in diesen Eigenschaften im aktiven Dienst.

## Familie

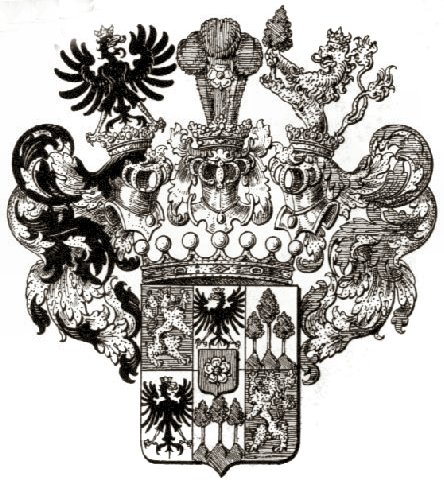
Wappen der Freiherren von Waldstätten von 1834

Er heiratete in Krems an der Donau am 25. Januar 1831 Anna (* 9. Juli 1802 in Groß-Olberndorf; † 21. August 1840 in Karlstadt, Tochter des Karl Schlenner, Bürgermeisters zu Stockerau, und dessen Gattin Therese Kittinger) und hatte mit ihr vier Kinder.

## Wappen
Er erhielt gemeinschaftlich mit seinem ältesten Bruder Johann Baptist Ignaz am 9. Oktober 1834 die Prävalierung des österreichischen Freiherrenstandes, mit dem am 29. April 1754 verliehenen, gebesserten freiherrlichen Wappen seines Großonkels Dominik Josef. Hier wurden die Begnadeten unter Hinweglassung des alten Familiennamens „Hayek“ nur mit ihrem Prädikate „Freiherren von Waldstätten“ genannt. Auch erwarb er 1840 das ungarische Indigenat.